# 데이비드 코퍼필드 (소설)

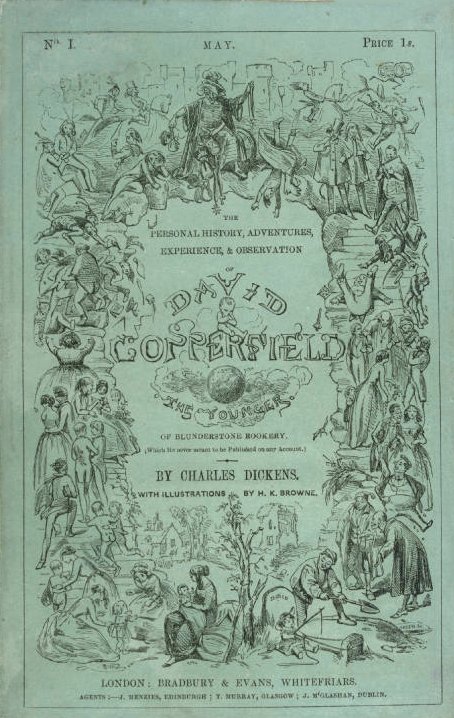

《데이비드 코퍼필드(David Copperfield)》 또는 《블룬더스톤 루커리의 젊은이 데이비드 코퍼필드의, 그가 결코 출판되기를 원하지 않았던 역사에 대한 개인적 경험과 소견(The Personal History, Adventures, Experience and Observation of David Copperfield the Younger of Blunderstone Rookery)》은 1849년에 출판된 찰스 디킨즈의 소설이다. 많은 부분이 디킨즈의 생애를 토대로 하고 있어서 그의 어떤 다른 소설보다도 자전적인 성향이 강하다. 디킨스 자신이 제일 좋아했던 소설이기도 하다.